# Мельник, Михаил Вадимович
Михаил Вадимович Мельник (род. 18 декабря 1991) — российский гимнаст, член сборной России по прыжкам на батуте.

## Карьера
Михаил занимается спортом с пяти лет. Воспитанник СДЮСШОР-7 «Акробат», тренируется у Е. Дорофеевой в Тольятти (Самарская область) .
Участник и призёр ряда международных турниров, среди которых чемпионаты мира и Европы.
- Мельник Михаил Вадимович
- Тольяттинский батутист Михаил Мельник допрыгнул до «золота» Европейских игр